# Priorato

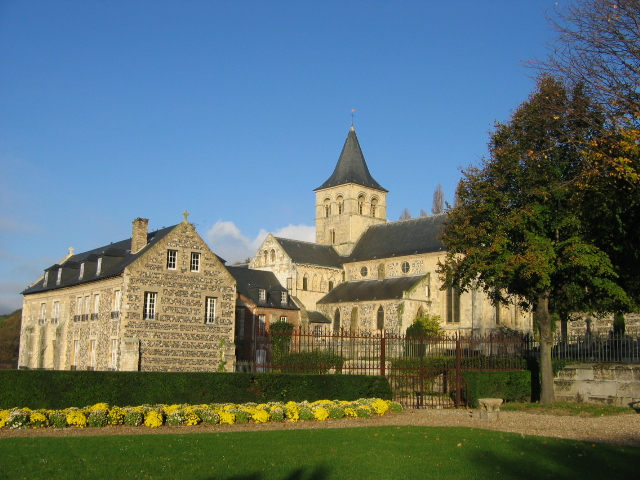
Priorato di Graville, in Francia

Un priorato è un monastero  posto sotto l'autorità di un priore o di una priora; può essere indipendente o subordinato a un'abbazia più grande, essendo il priore a sua volta dipendente dall'abate. Possono essere case di frati o monache mendicanti (come i domenicani, gli agostiniani, i francescani o i carmelitani) o monasteri di monaci o monache (come i benedettini). Si usa questo termine anche per le case dei canonici regolari. Nell'Inghilterra pre-Scisma anglicano, se una chiesa abbaziale veniva elevata allo status di cattedrale, l'abbazia diventava un priorato della cattedrale. Il vescovo prendeva il posto dell'abate e il monastero stesso era retto da un priore.
Il beneficio parrocchiale, cioè il reddito di una parrocchia, ad esempio la decima, è detto anche priorato.

## Storia

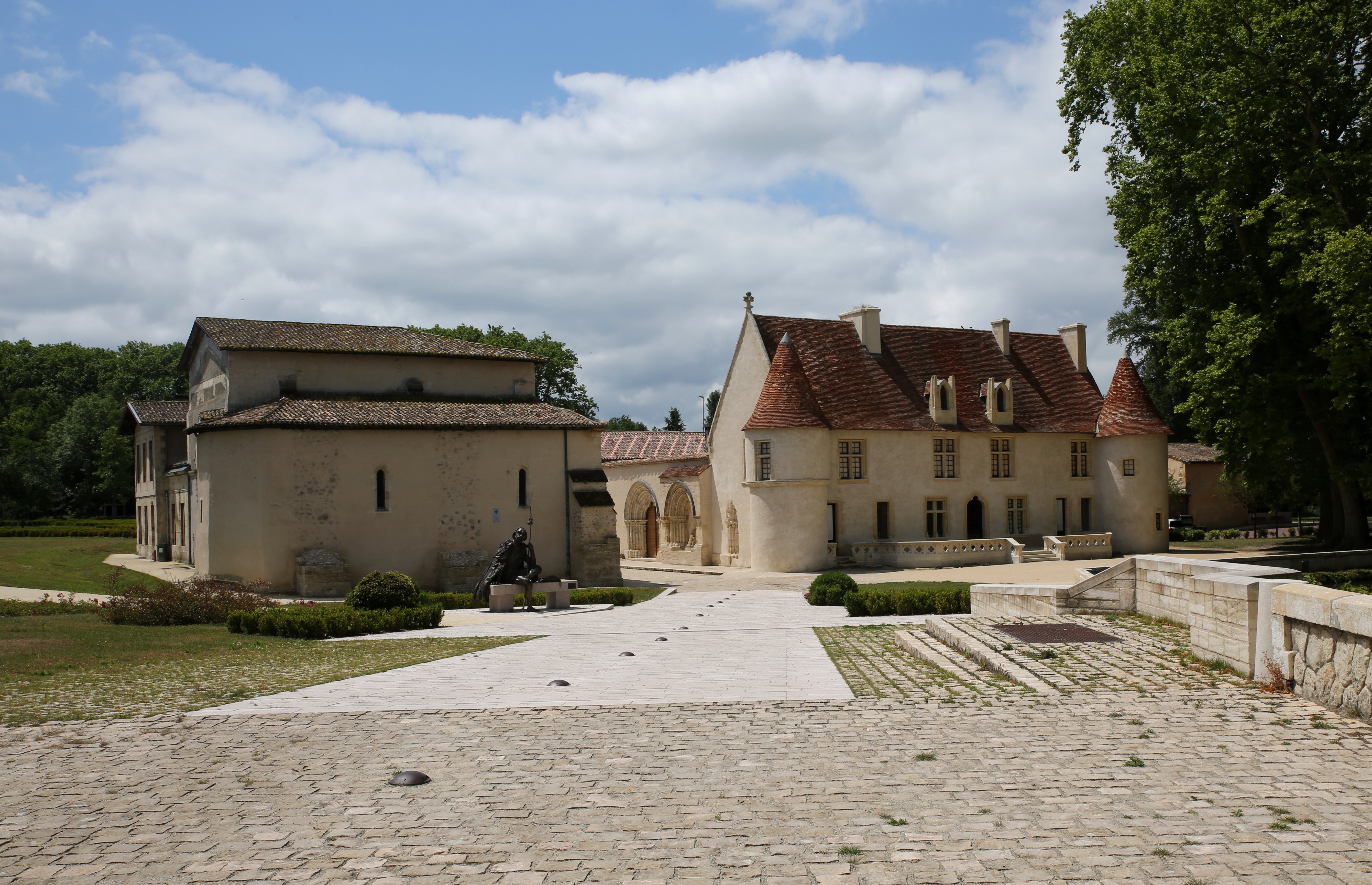
Il priorato di Notre-Dame de Cayac, tappa dei pellegrini del cammino di Santiago di Compostela e antico ospizio per viandanti.

I priorati sorsero inizialmente come filiali dell'abbazia di Cluny. Si formarono molte nuove case che furono tutte asservite all'abbazia di Cluny e chiamate priorati. In quanto tale, il priorato finì per rappresentare gli ideali benedettini sposati dalle riforme cluniacensi come case più piccole e minori dei benedettini di Cluny. Allo stesso modo c'erano molti priorati conventuali in Germania e in Italia durante il Medioevo, e in Inghilterra tutti i monasteri annessi alle chiese cattedrali erano conosciuti come priorati della cattedrale.
I Benedettini e i loro rami (cistercensi e trappisti), i Premostratensi e gli ordini militari distinguono tra priorati conventuali e semplici (o obbedientiari).
- I priorati conventuali sono quelle case autonome che non hanno abati o perché non è stato ancora raggiunto il numero canonicamente richiesto di dodici monaci, o per qualche altro motivo.
- I priorati semplici o obbedientiari sono dipendenze delle abbazie. Il loro superiore, che è soggetto in tutto all'abate, si chiama priore semplice o obbedientiario. Questi monasteri sono satelliti dell'abbazia madre. L'ordine cluniacense è degno di nota per essere organizzato interamente su questo principio obbedientiario, con un unico abate presso l'Abbazia di Cluny e tutte le altre case dipendenti dai priorati.

Priorato è anche usato per riferirsi al quartier generale geografico di diverse comanderie di cavalieri.